# ویلیام بانتینگ اسنبال
ویلیام بانتینگ اسنبال (به انگلیسی: William Bunting Snowball) (زادهٔ ۱۲ ژانویه ۱۸۶۵) سیاست‌مدار اهل کانادا که پسر بزرگ جابز بانتینگ اسنبال بود و پدرش سیاست‌مدار و معاون فرماندار استان نیوبرانزویک بود. ویلیام اسنبال به مدت چهار دوره شهردار شهر چاتام، نیوبرانزویک بود.